# Маска Гиппократа

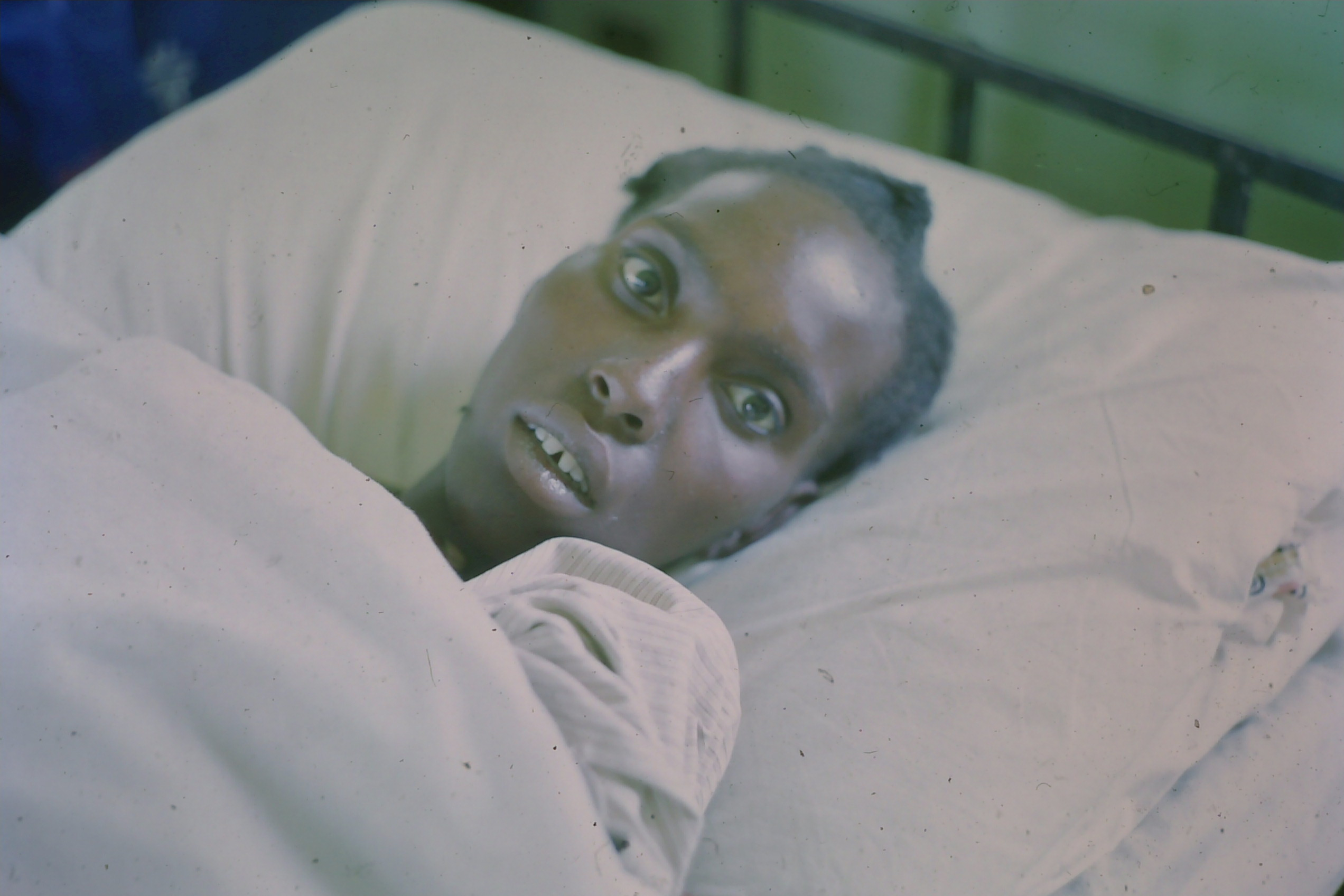
Маска Гиппократа у пациента с брюшным тифом

«Маска Гиппократа» (лат. facies Hippocratica; facies в переводе с латинского — лицо, поверхность, и может быть «маска») — признак тяжелых заболеваний органов брюшной полости (перитонита, перфорации язвы желудка и двенадцатиперстной кишки и т. д.), а также истощения, хронической бессонницы — или же, то есть при отсутствии подобных симптомов, признак предстоящей смерти (в этом случае обычно сопутствуется агонией): запавшие глаза, впавшие щёки, заострившийся нос, синевато-бледная кожа, покрытая каплями холодного пота.
Впервые описана Гиппократом в его труде «Prognostikon» (Προγνωστικόν, «Книга предзнания»):
Нос острый, глаза впалые, виски вдавленные, уши холодные и стянутые, мочки ушей отвороченные, кожа на лбу твёрдая, натянутая и сухая, и цвет всего лица зелёный, чёрный или бледный, или свинцовый.

## Заболевания
- Холера (холерный алгид);
- Перитонит;
- Перфорированная язва желудка;
- Непроходимость кишечника;
- Хроническая бессонница;
- Агония.